# Vítězslav Ďuriš
Vítězslav Ďuriš (* 5. Januar 1954 in Plzeň, Tschechoslowakei) ist ein ehemaliger tschechischer Eishockeyspieler, der in seiner aktiven Zeit von 1977 bis 1991 unter anderem für die Toronto Maple Leafs in der National Hockey League (NHL) gespielt hat. In Deutschland war der Verteidiger für den ECD Iserlohn, EV Landshut und EHC Freiburg in der Bundesliga aktiv.

## Karriere
Vítězslav Ďuriš begann seine Karriere als Eishockeyspieler bei TJ Škoda Plzeň, ehe er während seines Militärdienstes von 1977 bis 1979 beim Armeeklub Dukla Jihlava in der 1. Liga, der höchsten tschechoslowakischen Spielklasse, aktiv war. Nach der Teilnahme an der Weltmeisterschaft 1979 kehrte der Verteidiger für ein Jahr in seine Heimatstadt zurück. Mit der Tschechoslowakei nahm er an den Olympischen Winterspielen 1980 in Lake Placid teil, ehe er einen Vertrag als Free Agent bei den Toronto Maple Leafs unterschrieb. Am 11. Oktober 1980 kam er gegen die New York Rangers zu seinem Debüt in der National Hockey League (NHL) und schoss am 20. Januar 1981 in Vancouver sein erstes NHL-Tor. Es blieb in dieser Saison in 53 Spielen das einzige bei zwölf Assists. Mit ihm stand auch sein Landsmann Jiří Crha im Kader der Leafs. Die folgende Saison verbrachte er vollständig im Farmteam bei den Cincinnati Tigers in der Central Hockey League. Zum Start der Saison 1982/83 war er wieder in Toronto und bestritt mit den Maple Leafs, die inzwischen auch seine Landsleute Peter Ihnačák und Miroslav Fryčer verpflichtet hatten, 32 Spiele, das letzte am 23. Dezember 1982 bei den St. Louis Blues.
Von 1984 bis 1987 stand Ďuriš mit einem Jahr Unterbrechung in Deutschland in der Eishockey-Bundesliga für den ECD Iserlohn auf dem Eis. Im November 1987 gehörte er dort zu der Mannschaft, die mit Trikotwerbung für „Das Grüne Buch“ des libyschen Revolutionsführers Muammar al-Gaddafi auflief, was einen internationalen Skandal auslöste. Nachdem dem ECD die Werbung verboten worden war, musste der Verein im Dezember 1997 Insolvenz anmelden. Ďuriš wechselte daraufhin innerhalb der Liga zum EV Landshut. Im Laufe der Saison 1988/89 kam er zum EHC Freiburg, wo er wieder mit Jiří Crha und Miroslav Fryčer zusammen spielte. Im Alter von 37 Jahren beendete er seine Karriere.

## Erfolge und Auszeichnungen
- 1978 Spengler-Cup-Sieg mit dem ASD Dukla Jihlava
- 1979 Silbermedaille bei der Weltmeisterschaft

## Karrierestatistik

### International
Vertrat die Tschechoslowakei bei:
- U20-Junioren-Weltmeisterschaft 1974
- Weltmeisterschaft 1979
- Olympische Winterspiele 1980

(Legende zur Spielerstatistik: Sp oder GP = absolvierte Spiele; T oder G = erzielte Tore; V oder A = erzielte Assists; Pkt oder Pts = erzielte Scorerpunkte; SM oder PIM = erhaltene Strafminuten; +/− = Plus/Minus-Bilanz; PP = erzielte Überzahltore; SH = erzielte Unterzahltore; GW = erzielte Siegtore; 1 Play-downs/Relegation; Kursiv: Statistik nicht vollständig)